# José Luis Navarrete Márquez
José Luis Navarrete Márquez es un jugador de fútbol playa mexicano. 

## Participaciones en Copas del Mundo de Playa
| Mundial                                | Sede    | Resultado        | Partidos | Goles |
| -------------------------------------- | ------- | ---------------- | -------- | ----- |
| Copa Mundial de Fútbol Playa FIFA 2007 | Brasil  | Subcampeón       | 6        | 0     |
| Copa Mundial de Fútbol Playa FIFA 2008 | Francia | Primera Fase     | 3        | 0     |
| Copa Mundial de Fútbol Playa FIFA 2011 | Italia  | Cuartos de final | 4        | 0     |

## Participaciones en Campeonato de Fútbol Playa de Concacaf
| Copa                                           | Sede       | Resultado    | Partidos | Goles |
| ---------------------------------------------- | ---------- | ------------ | -------- | ----- |
| Campeonato de Fútbol Playa de Concacaf de 2006 | Costa Rica | Cuarto lugar | 4        | 1     |
| Campeonato de Fútbol Playa de Concacaf de 2007 | México     | Cuarto lugar | 4        | 3     |
| Campeonato de Fútbol Playa de Concacaf de 2008 | México     | Campeón      | 3        | 2     |
| Campeonato de Fútbol Playa de Concacaf de 2009 | México     | Tercer lugar | 4        | 1     |
| Campeonato de Fútbol Playa de Concacaf de 2010 | México     | Campeón      | 5        | 0     |
| Campeonato de Fútbol Playa de Concacaf de 2013 | Bahamas    | Tercer lugar | 4        | 0     |